# Miluta, Gorj
Miluta este un sat în comuna Borăscu din județul Gorj, Oltenia, România. Are o populație de 655 de locuitori, conform recensământului din 2002. Este situată în sudul județului Gorj la 15 km de Strehaia și 80 km de Târgu Jiu. Este o zonă deluroasă cu foarte puține câmpii dar foarte multe păduri și coline.
A aparținut de raionul Strehaia în perioada 1950–1968, și până la jumătatea secolului al XX-lea era delimitat prin așa-zisele porți ale satului.
 Acest articol despre o localitate din județul Gorj este deocamdată un ciot. Puteți ajuta Wikipedia prin completarea lui.